# Campeonato Mundial de Halterofilismo de 2022
O Campeonato Mundial de Halterofilismo de 2022 foi a 87ª edição do campeonato de halterofilismo, organizado pela Federação Internacional de Halterofilismo (FIH). O campeonato ocorreu no Gran Carpa Américas Corferias, em Bogotá, na Colômbia, entre 5 a 16 de dezembro de 2022. Foram disputadas 20 categorias (10 masculino e 10 feminino), com a presença de 537 halterofilistas de 93 nacionalidades filiadas à Federação Internacional de Halterofilismo (FIH). Teve como destaque a China com 34 medalhas no total, sendo 19 de ouro.
Inicialmente o campeonato estava programado para ocorrer em Xunquim, na China, mas isso mudou em março de 2022 como resultado das medidas do COVID-19 na China.. O novo local foi anunciado em abril de 2022. O evento serviu como de qualificação para os Jogos Olímpicos de Verão de 2024 em Paris, França. As equipes da Rússia e da Bielorrússia não competiram após uma proibição como resultado da Invasão da Ucrânia pela Rússia.  A Coreia do Norte também não competiu depois que a Federação Internacional de Halterofilismo (IWF) reforçou suas regras sobre controles antidoping 

## Calendário
| Data→ Categoria ↓ | Seg 05 | Ter 06 | Qua 07 | Qui 08 | Sex 09 | Sáb 10 | Dom 11 | Seg 12 | Ter 13 | Qua 14 | Qui 15 | Sex 16 |
| ----------------- | ------ | ------ | ------ | ------ | ------ | ------ | ------ | ------ | ------ | ------ | ------ | ------ |
| 55 kg             |        | ●      |        |        |        |        |        |        |        |        |        |        |
| 61 kg             |        |        | ●      |        |        |        |        |        |        |        |        |        |
| 67 kg             |        |        |        |        | ●      |        |        |        |        |        |        |        |
| 73 kg             |        |        |        |        | ●      |        |        |        |        |        |        |        |
| 81 kg             |        |        |        |        |        |        | ●      |        |        |        |        |        |
| 89 kg             |        |        |        |        |        |        | ●      |        |        |        |        |        |
| 96 kg             |        |        |        |        |        |        |        | ●      |        |        |        |        |
| 102 kg            |        |        |        |        |        |        |        |        | ●      |        |        |        |
| 109 kg            |        |        |        |        |        |        |        |        |        |        | ●      |        |
| +109 kg           |        |        |        |        |        |        |        |        |        |        |        | ●      |

| Data→ Categoria ↓ | Seg 05 | Ter 06 | Qua 07 | Qui 08 | Sex 09 | Sáb 10 | Dom 11 | Seg 12 | Ter 13 | Qua 14 | Qui 15 | Sex 16 |
| ----------------- | ------ | ------ | ------ | ------ | ------ | ------ | ------ | ------ | ------ | ------ | ------ | ------ |
| 45 kg             | ●      |        |        |        |        |        |        |        |        |        |        |        |
| 49 kg             |        | ●      |        |        |        |        |        |        |        |        |        |        |
| 55 kg             |        |        | ●      |        |        |        |        |        |        |        |        |        |
| 59 kg             |        |        |        | ●      |        |        |        |        |        |        |        |        |
| 64 kg             |        |        |        |        |        | ●      |        |        |        |        |        |        |
| 71 kg             |        |        |        |        |        |        |        | ●      |        |        |        |        |
| 76 kg             |        |        |        |        |        |        |        |        | ●      |        |        |        |
| 81 kg             |        |        |        |        |        |        |        |        |        | ●      |        |        |
| 87 kg             |        |        |        |        |        |        |        |        |        | ●      |        |        |
| +87 kg            |        |        |        |        |        |        |        |        |        |        | ●      |        |

## Medalhistas
Os resultados foram os seguintes. 

### Masculino
| Evento             | Ouro                              | Ouro             | Prata                            | Prata            | Bronze                             | Bronze           |
| 55 kg (detalhes)   | 55 kg (detalhes)                  | 55 kg (detalhes) | 55 kg (detalhes)                 | 55 kg (detalhes) | 55 kg (detalhes)                   | 55 kg (detalhes) |
| ------------------ | --------------------------------- | ---------------- | -------------------------------- | ---------------- | ---------------------------------- | ---------------- |
| Arranque           | Lại Gia Thành · Vietname          | 118 kg           | Arli Chontey · Cazaquistão       | 118 kg           | Ngô Sơn Đỉnh · Vietname            | 117 kg           |
| Arremesso          | Theerapong Silachai · Tailândia   | 148 kg           | Kim Yong-ho Coreia do Sul        | 145 kg           | Miguel Suárez · Colômbia           | 143 kg           |
| Total              | Theerapong Silachai · Tailândia   | 265 kg           | Ngô Sơn Đỉnh · Vietname          | 260 kg           | Kim Yong-ho Coreia do Sul          | 260 kg           |
| 61 kg (detalhes)   |                                   |                  |                                  |                  |                                    |                  |
| Arranque           | Li Fabin · China                  | 137 kg           | He Yueji · China                 | 136 kg           | Eko Yuli Irawan · Indonésia        | 135 kg           |
| Arremesso          | Li Fabin · China                  | 175 kg           | Eko Yuli Irawan · Indonésia      | 165 kg           | Jhon Serna · Colômbia              | 164 kg           |
| Total              | Li Fabin · China                  | 312 kg           | Eko Yuli Irawan · Indonésia      | 300 kg           | He Yueji · China                   | 296 kg           |
| 67 kg (detalhes)   |                                   |                  |                                  |                  |                                    |                  |
| Arranque           | Chen Lijun · China                | 148 kg           | Witsanu Chantri · Tailândia      | 144 kg           | Weeraphon Wichuma · Tailândia      | 143 kg           |
| Arremesso          | Yusuf Fehmi Genç · Turquia        | 182 kg           | Francisco Mosquera · Colômbia    | 182 kg           | Weeraphon Wichuma · Tailândia      | 180 kg           |
| Total              | Francisco Mosquera · Colômbia     | 325 kg           | Chen Lijun · China               | 324 kg           | Weeraphon Wichuma · Tailândia      | 323 kg           |
| 73 kg (detalhes)   |                                   |                  |                                  |                  |                                    |                  |
| Arranque           | Rizki Juniansyah · Indonésia      | 155 kg           | Bozhidar Andreev · Bulgária      | 154 kg           | Alexey Churkin · Cazaquistão       | 153 kg           |
| Arremesso          | Rahmat Erwin Abdullah · Indonésia | 200 kg           | Rizki Juniansyah · Indonésia     | 192 kg           | Alexey Churkin · Cazaquistão       | 190 kg           |
| Total              | Rahmat Erwin Abdullah · Indonésia | 352 kg           | Rizki Juniansyah · Indonésia     | 347 kg           | Alexey Churkin · Cazaquistão       | 343 kg           |
| 81 kg (detalhes)   |                                   |                  |                                  |                  |                                    |                  |
| Arranque           | Li Dayin · China                  | 171 kg           | Rejepbaý Rejepow Turquemenistão  | 164 kg           | Kim Woo-jae Coreia do Sul          | 162 kg           |
| Arremesso          | Rejepbaý Rejepow Turquemenistão   | 202 kg           | Li Dayin · China                 | 201 kg           | Andrés Caicedo · Colômbia          | 197 kg           |
| Total              | Li Dayin · China                  | 372 kg           | Rejepbaý Rejepow Turquemenistão  | 366 kg           | Kim Woo-jae Coreia do Sul          | 357 kg           |
| 89 kg (detalhes)   |                                   |                  |                                  |                  |                                    |                  |
| Arranque           | Keydomar Vallenilla · Venezuela   | 175 kg           | Kianoush Rostami Irão            | 174 kg           | Brayan Rodallegas · Colômbia       | 170 kg           |
| Arremesso          | Karlos Nasar · Bulgária           | 220 kg           | Liu Huanhua · China              | 215 kg           | Brayan Rodallegas · Colômbia       | 211 kg           |
| Total              | Keydomar Vallenilla · Venezuela   | 385 kg           | Brayan Rodallegas · Colômbia     | 381 kg           | Liu Huanhua · China                | 381 kg           |
| 96 kg (detalhes)   |                                   |                  |                                  |                  |                                    |                  |
| Arranque           | Lesman Paredes · Bahrein          | 185 kg           | Nurgissa Adiletuly · Cazaquistão | 174 kg           | Jhor Moreno · Colômbia             | 171 kg           |
| Arremesso          | Romain Imadouchène · França       | 213 kg           | Lesman Paredes · Bahrein         | 212 kg           | Jhor Moreno · Colômbia             | 209 kg           |
| Total              | Lesman Paredes · Bahrein          | 397 kg           | Nurgissa Adiletuly · Cazaquistão | 383 kg           | Jhor Moreno · Colômbia             | 380 kg           |
| 102 kg (detalhes)  |                                   |                  |                                  |                  |                                    |                  |
| Arranque           | Reza Dehdar Irão                  | 177 kg           | Marcos Ruiz · Espanha            | 176 kg           | Samvel Gasparyan · Armênia         | 175 kg           |
| Arremesso          | Artyom Antropov · Cazaquistão     | 222 kg           | Fares El-Bakh · Catar            | 217 kg           | Bekdoolot Rasulbekov · Quirguistão | 217 kg           |
| Total              | Fares El-Bakh · Catar             | 391 kg           | Reza Dehdar Irão                 | 390 kg           | Samvel Gasparyan · Armênia         | 389 kg           |
| 109 kg (detalhes)  |                                   |                  |                                  |                  |                                    |                  |
| Arranque           | Ruslan Nurudinov · Uzbequistão    | 177 kg           | Mehdi Karami Irão                | 176 kg           | Aymen Bacha · Tunísia              | 175 kg           |
| Arremesso          | Ruslan Nurudinov · Uzbequistão    | 220 kg           | Giorgi Chkheidze · Geórgia       | 219 kg           | Rafael Cerro · Colômbia            | 214 kg           |
| Total              | Ruslan Nurudinov · Uzbequistão    | 397 kg           | Giorgi Chkheidze · Geórgia       | 389 kg           | Rafael Cerro · Colômbia            | 388 kg           |
| +109 kg (detalhes) |                                   |                  |                                  |                  |                                    |                  |
| Arranque           | Lasha Talakhadze · Geórgia        | 215 kg           | Varazdat Lalayan · Armênia       | 215 kg           | Gor Minasyan · Bahrein             | 212 kg           |
| Arremesso          | Lasha Talakhadze · Geórgia        | 251 kg           | Gor Minasyan · Bahrein           | 250 kg           | Man Asaad Síria                    | 247 kg           |
| Total              | Lasha Talakhadze · Geórgia        | 466 kg           | Gor Minasyan · Bahrein           | 462 kg           | Varazdat Lalayan · Armênia         | 461 kg           |

- — RECORDE 
MUNDIAL

### Feminino
| Evento            | Ouro                              | Ouro             | Prata                                 | Prata            | Bronze                            | Bronze           |
| 45 kg (detalhes)  | 45 kg (detalhes)                  | 45 kg (detalhes) | 45 kg (detalhes)                      | 45 kg (detalhes) | 45 kg (detalhes)                  | 45 kg (detalhes) |
| ----------------- | --------------------------------- | ---------------- | ------------------------------------- | ---------------- | --------------------------------- | ---------------- |
| Arranque          | Thanyathon Sukcharoen · Tailândia | 82 kg            | Chayuttra Pramongkhol · Tailândia     | 78 kg            | Manuela Berrío · Colômbia         | 77 kg            |
| Arremesso         | Chayuttra Pramongkhol · Tailândia | 102 kg           | Thanyathon Sukcharoen · Tailândia     | 100 kg           | Manuela Berrío · Colômbia         | 93 kg            |
| Total             | Thanyathon Sukcharoen · Tailândia | 182 kg           | Chayuttra Pramongkhol · Tailândia     | 180 kg           | Manuela Berrío · Colômbia         | 170 kg           |
| 49 kg (detalhes)  |                                   |                  |                                       |                  |                                   |                  |
| Arranque          | Jiang Huihua · China              | 93 kg            | Mihaela Cambei · Roménia              | 90 kg            | Hou Zhihui · China                | 89 kg            |
| Arremesso         | Jiang Huihua · China              | 113 kg           | Saikhom Mirabai Chanu · Índia         | 113 kg           | Hayley Reichardt · Estados Unidos | 110 kg           |
| Total             | Jiang Huihua · China              | 206 kg           | Saikhom Mirabai Chanu · Índia         | 200 kg           | Hou Zhihui · China                | 198 kg           |
| 55 kg (detalhes)  |                                   |                  |                                       |                  |                                   |                  |
| Arranque          | Hidilyn Diaz · Filipinas          | 93 kg            | Ana Gabriela López · México           | 90 kg            | Rosalba Morales · Colômbia        | 89 kg            |
| Arremesso         | Hidilyn Diaz · Filipinas          | 114 kg           | Rosalba Morales · Colômbia            | 110 kg           | Shoely Mego · Peru                | 109 kg           |
| Total             | Hidilyn Diaz · Filipinas          | 207 kg           | Rosalba Morales · Colômbia            | 199 kg           | Ana Gabriela López · México       | 198 kg           |
| 59 kg (detalhes)  |                                   |                  |                                       |                  |                                   |                  |
| Arranque          | Luo Xiaomin · China               | 103 kg           | Maude Charron · Canadá                | 103 kg           | Kamila Konotop · Ucrânia          | 102 kg           |
| Arremesso         | Yenny Álvarez · Colômbia          | 133 kg           | Kuo Hsing-chun · Taipé Chinesa        | 130 kg           | Luo Shifang · China               | 129 kg           |
| Total             | Yenny Álvarez · Colômbia          | 234 kg           | Kuo Hsing-chun · Taipé Chinesa        | 232 kg           | Maude Charron · Canadá            | 231 kg           |
| 64 kg (detalhes)  |                                   |                  |                                       |                  |                                   |                  |
| Arranque          | Pei Xinyi · China                 | 105 kg           | Natalia Llamosa · Colômbia            | 101 kg           | Rattanawan Wamalun · Tailândia    | 101 kg           |
| Arremesso         | Pei Xinyi · China                 | 128 kg           | Rattanawan Wamalun · Tailândia        | 126 kg           | Natalia Llamosa · Colômbia        | 123 kg           |
| Total             | Pei Xinyi · China                 | 233 kg           | Rattanawan Wamalun · Tailândia        | 227 kg           | Natalia Llamosa · Colômbia        | 224 kg           |
| 71 kg (detalhes)  |                                   |                  |                                       |                  |                                   |                  |
| Arranque          | Loredana Toma · Roménia           | 119 kg           | Angie Palacios · Equador              | 116 kg           | Zeng Tiantian · China             | 113 kg           |
| Arremesso         | Liao Guifang · China              | 140 kg           | Zeng Tiantian · China                 | 140 kg           | Olivia Reeves · Estados Unidos    | 139 kg           |
| Total             | Loredana Toma · Roménia           | 256 kg           | Zeng Tiantian · China                 | 253 kg           | Angie Palacios · Equador          | 252 kg           |
| 76 kg (detalhes)  |                                   |                  |                                       |                  |                                   |                  |
| Arranque          | Sara Ahmed · Egito                | 113 kg           | Mattie Rogers · Estados Unidos        | 109 kg           | Bella Paredes · Equador           | 108 kg           |
| Arremesso         | Sara Ahmed · Egito                | 148 kg           | Mattie Rogers · Estados Unidos        | 138 kg           | Kim Su-hyeon Coreia do Sul        | 137 kg           |
| Total             | Sara Ahmed · Egito                | 261 kg           | Mattie Rogers · Estados Unidos        | 247 kg           | Kim Su-hyeon Coreia do Sul        | 245 kg           |
| 81 kg (detalhes)  |                                   |                  |                                       |                  |                                   |                  |
| Arranque          | Iryna Dekha · Ucrânia             | 122 kg           | Alina Marushchak · Ucrânia            | 119 kg           | Liang Xiaomei · China             | 118 kg           |
| Arremesso         | Liang Xiaomei · China             | 152 kg           | Wang Zhouyu · China                   | 151 kg           | Tamara Salazar · Equador          | 148 kg           |
| Total             | Liang Xiaomei · China             | 270 kg           | Wang Zhouyu · China                   | 266 kg           | Tamara Salazar · Equador          | 262 kg           |
| 87 kg (detalhes)  |                                   |                  |                                       |                  |                                   |                  |
| Arranque          | Solfrid Koanda · Noruega          | 113 kg           | Tursunoy Jabborova · Uzbequistão      | 112 kg           | Eileen Cikamatana · Austrália     | 109 kg           |
| Arremesso         | Solfrid Koanda · Noruega          | 147 kg           | Mönkhjantsangiin Ankhtsetseg Mongólia | 143 kg           | Eileen Cikamatana · Austrália     | 140 kg           |
| Total             | Solfrid Koanda · Noruega          | 260 kg           | Eileen Cikamatana · Austrália         | 249 kg           | Tursunoy Jabborova · Uzbequistão  | 241 kg           |
| +87 kg (detalhes) |                                   |                  |                                       |                  |                                   |                  |
| Arranque          | Li Wenwen · China                 | 141 kg           | Sarah Robles · Estados Unidos         | 127 kg           | Duangaksorn Chaidee · Tailândia   | 126 kg           |
| Arremesso         | Li Wenwen · China                 | 170 kg           | Emily Campbell · Reino Unido          | 165 kg           | Duangaksorn Chaidee · Tailândia   | 160 kg           |
| Total             | Li Wenwen · China                 | 311 kg           | Emily Campbell · Reino Unido          | 287 kg           | Duangaksorn Chaidee · Tailândia   | 286 kg           |

- — RECORDE 
MUNDIAL

## Quadro de medalhas
Quadro de medalhas no total combinado
| Ordem | País           | Medalha de ouro | Medalha de prata | Medalha de bronze | Total |
| ----- | -------------- | --------------- | ---------------- | ----------------- | ----- |
| 1     | China          | 6               | 3                | 3                 | 12    |
| 2     | Colômbia       | 2               | 2                | 4                 | 8     |
| 3     | Tailândia      | 2               | 2                | 2                 | 6     |
| 4     | Indonésia      | 1               | 2                | 0                 | 3     |
| 5     | Bahrein        | 1               | 1                | 0                 | 2     |
| 5     | Geórgia        | 1               | 1                | 0                 | 2     |
| 7     | Uzbequistão    | 1               | 0                | 1                 | 2     |
| 8     | Egito          | 1               | 0                | 0                 | 1     |
| 8     | Noruega        | 1               | 0                | 0                 | 1     |
| 8     | Filipinas      | 1               | 0                | 0                 | 1     |
| 8     | Catar          | 1               | 0                | 0                 | 1     |
| 8     | Roménia        | 1               | 0                | 0                 | 1     |
| 8     | Venezuela      | 1               | 0                | 0                 | 1     |
| 14    | Cazaquistão    | 1               | 1                | 0                 | 2     |
| 15    | Austrália      | 0               | 1                | 0                 | 1     |
| 15    | Taipé Chinesa  | 0               | 1                | 0                 | 1     |
| 15    | Reino Unido    | 0               | 1                | 0                 | 1     |
| 15    | Índia          | 0               | 1                | 0                 | 1     |
| 15    | Irão           | 0               | 1                | 0                 | 1     |
| 15    | Turquemenistão | 0               | 1                | 0                 | 1     |
| 15    | Estados Unidos | 0               | 1                | 0                 | 1     |
| 15    | Vietname       | 0               | 1                | 0                 | 1     |
| 23    | Coreia do Sul  | 0               | 0                | 3                 | 3     |
| 24    | Armênia        | 0               | 0                | 2                 | 2     |
| 24    | Equador        | 0               | 0                | 2                 | 2     |
| 26    | Canadá         | 0               | 0                | 1                 | 1     |
| 26    | México         | 0               | 0                | 1                 | 1     |
| Total | Total          | 20              | 20               | 20                | 60    |

Quadro de medalhas nos levantamentos + total combinado
| Ordem | País           | Medalha de ouro | Medalha de prata | Medalha de bronze | Total |
| ----- | -------------- | --------------- | ---------------- | ----------------- | ----- |
| 1     | China          | 19              | 8                | 7                 | 34    |
| 2     | Tailândia      | 5               | 6                | 7                 | 18    |
| 3     | Colômbia       | 3               | 5                | 16                | 24    |
| 4     | Indonésia      | 3               | 4                | 1                 | 8     |
| 5     | Geórgia        | 3               | 2                | 0                 | 5     |
| 6     | Uzbequistão    | 3               | 1                | 1                 | 5     |
| 7     | Egito          | 3               | 0                | 0                 | 3     |
| 7     | Noruega        | 3               | 0                | 0                 | 3     |
| 7     | Filipinas      | 3               | 0                | 0                 | 3     |
| 10    | Bahrein        | 2               | 3                | 1                 | 6     |
| 11    | Roménia        | 2               | 1                | 0                 | 3     |
| 12    | Venezuela      | 2               | 0                | 0                 | 2     |
| 13    | Cazaquistão    | 1               | 3                | 3                 | 7     |
| 14    | Irão           | 1               | 3                | 0                 | 4     |
| 15    | Turquemenistão | 1               | 2                | 0                 | 3     |
| 16    | Ucrânia        | 1               | 1                | 1                 | 3     |
| 16    | Vietname       | 1               | 1                | 1                 | 3     |
| 18    | Bulgária       | 1               | 1                | 0                 | 2     |
| 18    | Catar          | 1               | 1                | 0                 | 2     |
| 20    | França         | 1               | 0                | 0                 | 0     |
| 20    | Turquia        | 1               | 0                | 0                 | 0     |
| 22    | Estados Unidos | 0               | 4                | 2                 | 6     |
| 23    | Taipé Chinesa  | 0               | 2                | 0                 | 2     |
| 23    | Reino Unido    | 0               | 2                | 0                 | 2     |
| 23    | Índia          | 0               | 2                | 0                 | 2     |
| 26    | Coreia do Sul  | 0               | 1                | 5                 | 6     |
| 27    | Equador        | 0               | 1                | 4                 | 5     |
| 28    | Armênia        | 0               | 1                | 3                 | 4     |
| 29    | Austrália      | 0               | 1                | 2                 | 3     |
| 30    | Canadá         | 0               | 1                | 1                 | 2     |
| 30    | México         | 0               | 1                | 1                 | 2     |
| 32    | Mongólia       | 0               | 1                | 0                 | 1     |
| 32    | Espanha        | 0               | 1                | 0                 | 1     |
| 34    | Quirguistão    | 0               | 0                | 1                 | 1     |
| 34    | Peru           | 0               | 0                | 1                 | 1     |
| 34    | Síria          | 0               | 0                | 1                 | 1     |
| 34    | Tunísia        | 0               | 0                | 1                 | 1     |
| Total | Total          | 60              | 60               | 60                | 180   |

## Classificação por equipe
| Posição | Equipe        | Pontos |
| ------- | ------------- | ------ |
| 1       | Colômbia      | 620    |
| 2       | Geórgia       | 528    |
| 3       | China         | 507    |
| 4       | Cazaquistão   | 479    |
| 5       | Tailândia     | 412    |
| 6       | Coreia do Sul | 391    |

| Posição | Equipe         | Pontos |
| ------- | -------------- | ------ |
| 1       | China          | 750    |
| 2       | Estados Unidos | 609    |
| 3       | Colômbia       | 608    |
| 4       | Equador        | 481    |
| 5       | México         | 432    |
| 6       | Tailândia      | 345    |

## Participantes
Um total de 537 halterofilistas de 93 nacionalidades participaram do evento. 
| - Albânia (1) - Argélia (4) - Argentina (2) - Armênia (12) - Austrália (6) - Áustria (2) - Bahrein (2) - Barbados (2) - Bélgica (2) - Bolívia (1) - Botswana (2) - Brasil (7) - Bulgária (9) - Camarões (3) - Canadá (17) - China (20) - Taipé Chinesa (13) - Colômbia (20) - Costa Rica (2) - Croácia (4) - Cuba (4) - Chéquia (5) - Dinamarca (6) - República Dominicana (7) - Equador (16) - Egito (6) - El Salvador (1) - Estónia (1) - Fiji (1) - Finlândia (5) | - França (4) - Geórgia (10) - Alemanha (6) - Gana (1) - Grã-Bretanha (10) - Grécia (3) - Guam (1) - Guiana (2) - Honduras (4) - Islândia (2) - Índia (5) - Indonésia (12) - Irão (11) - Irlanda (3) - Israel (6) - Itália (7) - Japão (18) - Cazaquistão (13) - Quênia (3) - Quirguistão (2) - Letônia (5) - Líbano (2) - Líbia (2) - Lituânia (6) - Luxemburgo (1) - Madagáscar (3) - Malta (1) - México (20) - Moldávia (2) - Mongólia (5) | - Marrocos (1) - Nauru (3) - Países Baixos (3) - Nova Zelândia (1) - Noruega (4) - Omã (2) - Papua-Nova Guiné (2) - Paraguai (3) - Peru (5) - Filipinas (9) - Polónia (3) - Porto Rico (7) - Catar (1) - Roménia (6) - São Vicente e Granadinas (1) - Arábia Saudita (5) - Coreia do Sul (18) - Espanha (12) - Suécia (4) - Suíça (1) - Síria (1) - Tailândia (13) - Tonga (2) - Tunísia (1) - Turquia (8) - Ucrânia (5) - Estados Unidos (20) - Uzbequistão (10) - Venezuela (13) - Vietname (7) |